# Chengji (köpinghuvudort i Kina, Hubei Sheng, lat 29,94, long 112,64)
Chengji (kinesiska: 程集, 程集镇) är en köpinghuvudort i Kina. Den ligger i provinsen Hubei, i den centrala delen av landet, omkring 170 kilometer sydväst om provinshuvudstaden Wuhan. Antalet invånare är 37 723. Befolkningen består av 18 452 kvinnor och 19 271 män. Barn under 15 år utgör 17,0 %, vuxna 15-64 år 69 %, och äldre över 65 år 12,0 %.
Runt Chengji är det tätbefolkat, med 459 invånare per kvadratkilometer. Närmaste större samhälle är Wangqiao, 8,0 km nordost om Chengji. Trakten runt Chengji består till största delen av jordbruksmark.
Genomsnittlig årsnederbörd är 1 609 millimeter. Den regnigaste månaden är april, med i genomsnitt 233 mm nederbörd, och den torraste är december, med 33 mm nederbörd.